# Штинапари (Караш-Северин)
Штинапари (рум. Știnăpari) насеље је у Румунији у округу Караш-Северин у општини Карбунари. Oпштина се налази на надморској висини од 601 m.

## Историја
По "Румунској енциклопедији" место основано након 1717. године колонизацијом прво Румуна из Олтеније, па касније Немаца из Штајерске 1790. године. Немци су били веште дрвосече.

## Становништво
Према подацима из 2002. године у насељу је живело 458 становника, од којих су сви румунске националности.